# Vitor Pelé
Vitor Hugo Gomes Passos Pelé, bekender als Pelé, (Porto, 14 september 1987) is een Portugese middenvelder die sinds 2010 uitkomt voor AFC Eskilstuna. Hiervoor speelde hij bij FC Porto, Internazionale en daarvoor bij Vitória Guimarães.
De centrale middenvelder scoorde zijn eerste goal voor Internazionale in de halve finale van de Coppa Italia tegen SS Lazio op 7 mei 2008. Zijn tweede goal maakte hij in de finale tegen AS Roma, een prachtig afstandsschot van ongeveer 20 meter in de kruising. Vervolgens werd hij betrokken bij een transfer. Ricardo Quaresma ging naar Internazionale en in ruil daarvoor kreeg FC Porto Pelé, plus een slordige 18,6 miljoen. Bij Porto moet Pelé de plek op het middenveld invullen van de naar Atletico Madrid vertrokken Paulo Assunçao. Met interlands komt Pelé uit voor Portugal bij het U21-team. 
| Seizoen | Club                 | Competitie          | Wedstrijden | Doelpunten  |
| ------- | -------------------- | ------------------- | ----------- | ----------- |
| 2006/07 | Vitória Guimarães    | SuperLiga           | 11          | 0           |
| 2007/08 | Internazionale       | Serie A             | 15          | 0           |
| 2008/09 | FC Porto             | SuperLiga           | 2           | 0           |
| 2008/09 | → FC Portsmouth      | Premier League      | 0           | 0           |
| 2009/10 | → Real Valladolid    | Primera División    | 23          | 0           |
| 2010/11 | Eskişehirspor        | Spor Toto Süper Lig | 25          | 2           |
| 2011/12 | Eskişehirspor        | Spor Toto Süper Lig | 16          | 1           |
| 2012/13 | Zonder club          | Zonder club         | Zonder club | Zonder club |
| 2013/14 | Ergotelis FC         | Super League        | 12          | 3           |
| 2013/14 | Olympiakos Piraeus   | Super League        | 5           | 0           |
| 2014/15 | → Levadiakos         | Super League        | 10          | 1           |
| 2015/16 | Anorthosis Famagusta | A Divizion          | 19          | 5           |
| 2016/17 | Anorthosis Famagusta | A Divizion          | 14          | 2           |
| 2017    | Zonder club          | Zonder club         | Zonder club | Zonder club |
| 2018    | AFC Eskilstuna       | Superettan          | 0           | 0           |
| Totaal  | Totaal               | Totaal              | 152         | 14          |